# Erich Kunz
Erich Kunz (Viena, 20 de maig, 1909 - Idem. 8 de setembre, 1995), va ser un cantant d'òpera (baríton) austríac.

## Biografia
Erich Kunz era fill d'un baríton d'òpera. Va estudiar a la Universitat de Comerç Mundial de Viena i va completar la formació vocal a l' Acadèmia de Música de Viena de 1933 a 1935. Va debutar al "Troppau City Theatre" i va tenir un compromís al "Plauen Theatre" el 1936/37 i després a l'Òpera de Breslau fins al 1941. El 1944 va ser inclòs a la llista donada per Hitler del Ministeri d'Il·lustració Pública i Propaganda del Reich .
Kunz va ser membre de l'Òpera Estatal de Viena des de 1940. Com a membre del "Vienna Mozart Ensemble", va cantar durant dècades, entre altres coses: el “Papageno” a La flauta màgica de Wolfgang Amadeus Mozart, el “Leporello” a Don Giovanni i el paper protagonista a Le nozze di Figaro. Les aparicions convidades el van portat a gairebé tots els grans teatres d'òpera del món. El seu "Beckmesser" a Els mestres cantaires de Nuremberg de Richard Wagner també va ser famós. En papers més petits, com ara "Mesner" a Tosca, va continuar apareixent a l'escenari de l'Òpera Estatal de Viena fins al 1988. L'artista molt humorístic també va aconseguir una gran popularitat com a intèrpret de cançons vieneses de luxe.
Erich Kunz està enterrat en una tomba honorífica al cementiri central de Viena (grup 40, número 174).
La seva filla era l'actriu Nicolin Kunz, que va morir el 1997.

## Filmografia
- 1949: Höllische Liebe
- 1955: Reich mir die Hand, mein Leben, Director: Karl Hartl
- 1958: Das Dreimäderlhaus
- 1972: Der Graf von Luxemburg
- 1972: Die Fledermaus (1972)

## Premis
- 1957: Medalla Mozart de la Comunitat Mozart de Viena[1]